# NEW SELECT
株式会社NEW SELECT（ニューセレクト）は、富山県富山市に本拠地を置く出版社、広告代理店、芸能事務所。フリーマガジン『Lien（リアン）』の発刊、子育てママ応援サークル『まぁむ』、素人モデルサイト『シロモデ』、富山PRガール（仮）などが所属する芸能事務所の運営など数のコンテンツサービスを行っている。2012年設立、代表は大嶋敬右。芸能事務所名はNS ENTERTAINMENT。富山市中央通りに常設劇場『富山PR劇場』を所有する。

## 概要
代表取締役社長の大嶋敬右は岐阜県多治見市生まれ。多治見北高校、富山大学経済学部経営学科を経て石川県の出版会社に就職、北陸3県で発行されている情報誌の制作に携わった。34才で起業。2012年11月1日、富山県富山市にNEW SELECTを設立した。
2013年1月30日に“富山の人とヒトを繋ぐフリーマガジン、「富山の人に絞った情報発信」をテーマにした『Lien（リアン）』を隔月で創刊。商業施設に配布。その後、読者のターゲットを女性、子育て家族に絞るようになり、現在では富山県内の幼稚園・保育園にも配布されている。
2016年9月にママサークル『まぁむ』を設立。設立の発端は『Lien（リアン）』の企画でキッズスナップ撮影会 などのイベントを開催していると、育てに悩んでいるおという母さんをたくさん見てきたことから。県内はもとより県外出身のママが苦しんでいたり、ついつい我が子に辛く当たってしまう現状にサ少しでも支えになることができるならとママサークルを発足。NPO法人児童虐待防止全国ネットワーク支援企業にも参画する。
2018年7月28日に富山の魅力を全国、全世界へ発信するために結成されたガールズグループ「富山PRガール（仮）」がデビュー。発足理由は代表大嶋が「都会でタレントやモデルを目指す前に前段階として地元で頑張る子を応援する場を作りたい。また芸能とは違う本業を持ちながら富山の活性化に貢献する人がいれば応援したい」という思いから。ライブ活動や動画配信などを行う『PRアイドル』、レポーターやWeb・雑誌のモデル活動を行う『PRモデル』に分かれて活動している。富山県出身で全国区の活躍をする空野青空はYahoo!ニュースのインタビューで「富山PRガール（仮）ちゃんは、北陸に築かれたアイドル・シーンの中で戦えると思います。そういうところを見てると、自分たちがアイドル・シーンを築いてきたことが間違ってなかったのかなって思う」と絶賛。
同年10月26日にデビューした『謎ファイルとやま観光』のデビュー曲『ぜんぶたべたい（富山編）』のYouTubeが『だんご3兄弟』や『おさかな天国』に通じるキャッチーなメロディに乗せて、富山の名産物について歌うと話題となる。
2019年2月、富山市の中央通りに若者や県外からの観光客が集う場所を作り、地域活性化に貢献するために、ライブシアター・カフェ・スタジオからなる複合施設『富山PR劇場』をオープン。2階がカフェ、スタジオ、3階がライブスペースとなっている。なお『NS ENTERTAINMENT』は、NEW SELECT内にある芸能事務所。アイドルやアーティスト、モデルなどタレントの発掘から育成、マネジメント、プロモーションを行っている。モデルやダンス、ボイトレのスクールまで行っている。
2019年6月、12月、『謎ファイルとやま観光』が、2019年上半期（第12回）アイドルセレクト10、2019年下半期（第13回）アイドルセレクト10、に2期連続で選出された。

## 沿革
- 2012年11月：NEW SELECT設立
- 2013年1月：フリーマガジン『Lien（リアン）』創刊
- 2016年9月：ママサークル『まぁむ』設立
- 2016年9月：富山の美少女・美女が集まるモデル情報＆マーケティングサイト『シロモデ』設立
- 2016年12月：平成27年度ヤングカンパニー奨励賞受賞[5]
- 2016年12月：富山のガールズユニットオーディション募集[6]
- 2017年11月：富山チューリップテレビと視聴者情報を活用した総務省実証実験を実施[7]
- 2018年7月28日：『富山PRガール（仮）』デビュー
- 2019年2月：『富山PR劇場』オープン
- 2019年6月16日：T♥Dea・1stシングル『MKYD』リリース
- 2019年6月17日：謎ファイルとやま観光が『2019年上半期（第12回）アイドルセレクト10』に初選出[8]
- 2019年7月14日：謎ファイルとやま観光・1stシングル『サージェント・ペパーズ・ホタルイカ・ハーツ・トヤマ・ガールズ』リリース
- 2019年7月15日：MIYA☆RII・1stシングル『Fu Fu Fu』リリース
- 2019年7月28日：富山PRガール（仮）・1stシングル『常夏ロマンス／リグレットデザイア』リリース
- 2019年12月16日：謎ファイルとやま観光が『2019年下半期（第13回）アイドルセレクト10』に選出[9]
- 2020年11月23日：富山PRガール（仮）1stアルバム『WEALTH』『MOUNTAIN』同時リリース
- 2024年4月：6月に開催されるクロちゃん主催の大型フェス「クロフェス2024 ～5周年だよ！全員集合！だしん！～」にて富山PRガール（仮）が、富山県県代表として選出が発表[10]。

## 業務内容
1. 広告企画・取材・編集・出版
2. 印刷物（名刺、チラシ等）のデザイン
3. ホームページの企画、デザイン、制作
4. Web・SNSに関するトータルサポート
5. 写真撮影・編集
6. 動画撮影・編集
7. イベント企画、運営
8. タレント、アイドル、モデル・タレント紹介、請負
9. 各種スクール運営
10. 劇場運営
11. レッスンスタジオ運営
12. 飲食業運営
13. 各種広告代理業
14. 女性を活用したマーケティングサービス
15. ママ向けサークル運営
16. 芸能アーティストの養成とマネージメント ※NS ENTERTAINMENT
17. 芸能の企画、制作、実演、興業　※NS ENTERTAINMENT
18. アーティストに関する商品の製作と権利の管理　※NS ENTERTAINMENT

## Lien（リアン）
2カ月に一度の発行のフリーマガジン。富山県内のほぼ全域に配布している。富山で頑張るママを応援。
ターゲットは20〜40代の女性。「美味しいものを食べたい」「キレイになりたい」「家づくりの参考にしたい」「結婚を考えている」等、そんな女性の力になれるように情報を発信している。
チューリップテレビのハッピークラブとの連携。「イベントの開催」「子育てに役立つ情報発信」「ママおススメのハウスメーカー紹介」などサポートしている。
人気連載コーナーに竹田恒泰の「竹田恒泰のつねづねなるままに」。カターレ富山の「イケメンイレブン」がある。

## まぁむ
富山のフリーマガジンLien（リアン）の主催する子育てママサークル。気軽に集まって悩み相談をしたり、楽しくおしゃべりしたり、仲良くなって友達になったりできるようなイベントを開催。
「ベビーマッサージ」「手遊び」「フリーマーケット」「赤ちゃんハイハイレース」「ベビーヨガ」「簡単ロースイーツ」など。

## シロモデ
シロモデとは素人モデルの略称。富山県内に住むモデルになりたい方を対象に夢を叶える。
活動内容は「雑誌のモデル活動」「Webのモデル活動」「テレビ番組出演」「CM出演」「イベントのモデル出演」「ヘアーサロン、ウェディングモデル」「イベントスタッフ」

## NS ENTERTAINMENT
富山県の芸能事務所。モデル、タレント、アーティスト、アイドルユニットが所属。

### 所属タレント
※あいうえお順
- AYANE（モデル、富山PRガール（仮）、T♡Dea）
- AYU（モデル、富山PRガール（仮）、T♡Dea）
- ICHIKA（松井唯愛）（モデル、富山PRガール（仮）、T♡Dea）
- EMINA（モデル、富山PRガール（仮）、T♡Dea）
- KOTORI（モデル、富山PRガール（仮）、T♡Dea）
- SA-NA（モデル、富山PRガール（仮）、principaless、謎ファイルとやま観光、T♡Dea）
- SHIORI（モデル、富山PRガール（仮））
- SEIRA（モデル、富山PRガール（仮））
- Nona（ラッパー、作曲家、富山PRガール（仮）プロデューサー）
- 萩谷さつき（MC、ナレーター、舞台、ダンサー）
- HIROMI（モデル、富山PRガール（仮）、T♡Dea）
- FURURU（モデル、富山PRガール（仮））
- MI-A（モデル、富山PRガール（仮））
- MIKOTO（モデル、富山PRガール（仮）、T♡Dea）
- MIYABI（モデル、富山PRガール（仮）、MIYA☆RII）
- MOMOKA（モデル、富山PRガール（仮））
- YU-NA（モデル、富山PRガール（仮））
- RIO（モデル、富山PRガール（仮）、MIYA☆RII）
- RiN（シンガー、MC、DJ、モデル）
- RUNA（モデル、富山PRガール（仮）、principaless、謎ファイルとやま観光）

### 所属ユニット／楽曲
- 富山PRガール（仮）[11]
  - メモリーズハイ（作曲：H.R.、作詞：P.K.O）
  - 世界一キレイな（作曲：H.R.、作詞：P.K.O）
  - リグレットデザイア（作曲：Nona、作詞：P.K.O）
  - 常夏ロマンス（作詞・作曲：Nona）
- principaless（プリンシパレス）[11]
- 謎ファイルとやま観光[11]
  - グーチョキパー（作曲：天宮トウキョウ、ほうのきかずなり、作詞：ほうのきかずなり）
  - ハイパースペースでGO!!（作詞・作曲：ほうのきかずなり）
  - ぜんぶたべたい（富山編）（作詞・作曲：ドクター・ポー）
  - とやま海鮮音頭（作詞・作曲/ほうのきかずなり）
  - アイスクリームパラダイス（作詞・作曲：MC LAS）
- MIYA☆RII[11]
  - TATEYAMAフェイス（作曲：H.R.、作詞：P.K.O）
  - Fu Fu Fu（作詞・作曲：H.R.）
- T♥Dea（テディア）[11]
  - MKYD（作曲：H.R.、作詞：P.K.O）
  - 願いが叶う、いつかきっと（作詞・作曲/H.R.）
  - SUMMER TIME（作詞・作曲/H.R.）
- cueme[11]
  - ネバーエンディング（作曲：Nona、作詞：P.K.O）
  - とべーぐるの唄（作詞・作曲：Nona）
  - ダンス・ダンス・ダンス（作詞・作曲：Nona）
- You say me.（ユーセイミー）[11]